# Vieux Farka Touré

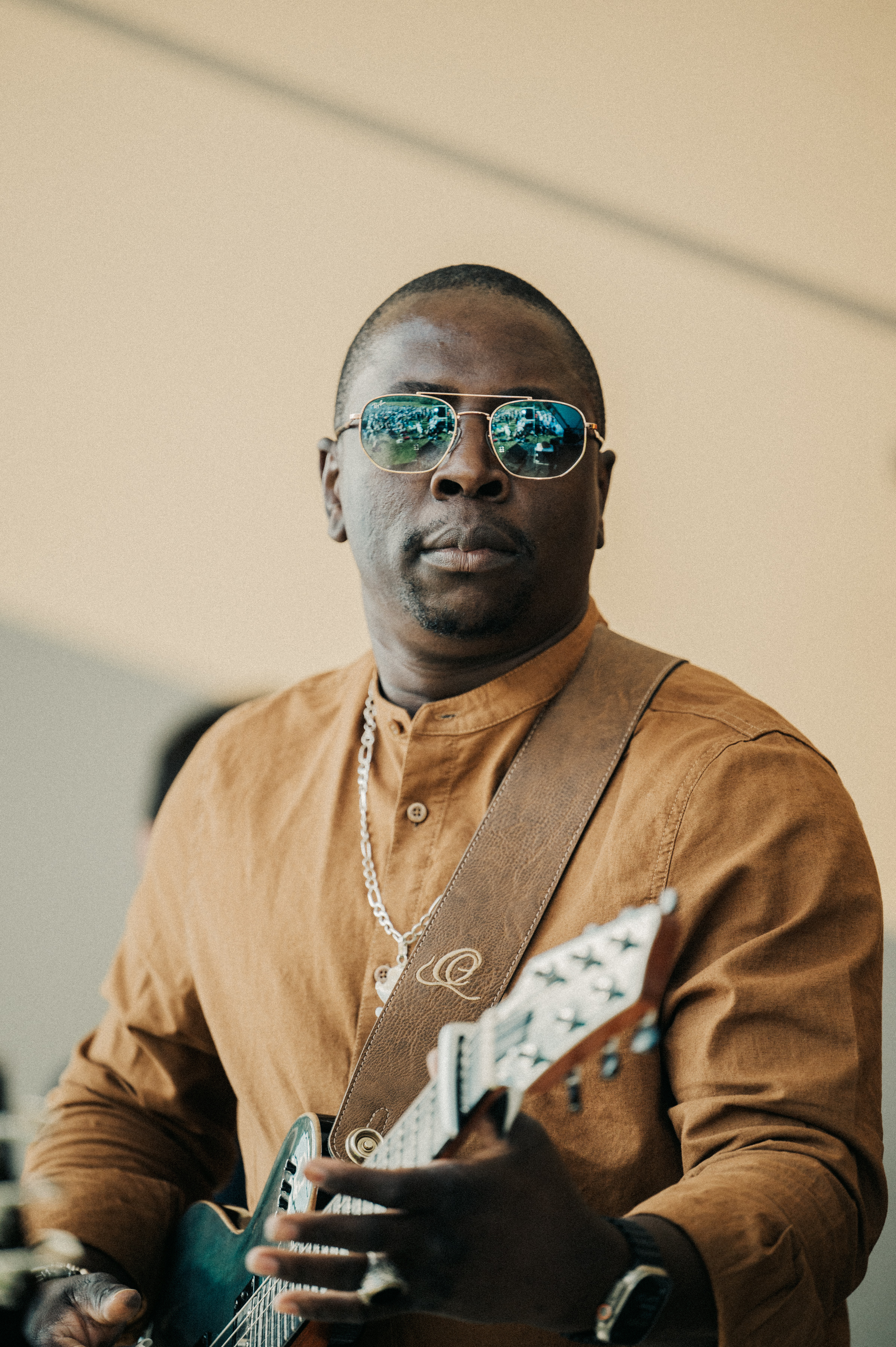
Vieux Farka Touré

Boureima „Vieux“ Farka Touré (* 1981 in Niafunké, Mali) ist ein malischer Sänger und Gitarrist, der die traditionelle Musik seiner Heimat mit Einflüssen westlicher Musik verbindet. Er ist ein Sohn des berühmten malischen Musikers Ali Farka Touré.
Neben seinem Vater und bekannten malischen Musikern aus dessen Umfeld nennt er u. a. Salif Keïta und amerikanische Bluesmusiker wie John Lee Hooker und B. B. King als wichtige musikalische Einflüsse seiner Jugend.

## Kindheit und Anfänge als Musiker
Vieux Farka Touré wurde als eines der zwölf Kinder des zweifachen Grammy-Gewinners Ali Farka Touré in Niafunké im Zentrum Malis geboren. Er wuchs jedoch zunächst beim jüngeren Bruder seines Vaters in Youwarou in der Region Mopti auf. Mit ca. 12 Jahren wechselte er auf die Schule in Niafunké und blieb dort bis zum Abschluss der neunten Klasse. Im Gegensatz zu seinen acht Brüdern – lediglich eine Schwester ist ebenfalls professionelle Musikerin – wandte er sich auch der Musik zu; zunächst gegen den ausdrücklichen Willen seines Vaters, der ihn vor den Problemen einer Karriere als Musiker warnte und ihn lieber als Soldat gesehen hätte. Vieux überzeugte seinen Vater jedoch und er begann 1994 als Perkussionist in der Band des Sängers und Gitarristen Afel Bocoum, einem musikalischen Weggefährten seines Vaters. Im Alter von 18 Jahren schrieb er sich 1999 für vier Jahre beim Institut National des Arts (INA) in der malischen Hauptstadt Bamako ein, um Gitarre zu studieren, das Instrument, durch das sein Vater berühmt wurde.
Nach seinem Abschluss sammelte er, auf Drängen seines Vaters, internationale Erfahrungen als Tour-Musiker in der Band des bekannten Kora-Spielers Toumani Diabaté, einem guten Freund Ali Farka Tourés. Von diesem ließ sich Vieux, der aus einer Songhai-Familie stammt, auch im Kora-Spiel und in den musikalischen Traditionen des Mande-Kulturkreises unterweisen.

## Solo-Karriere

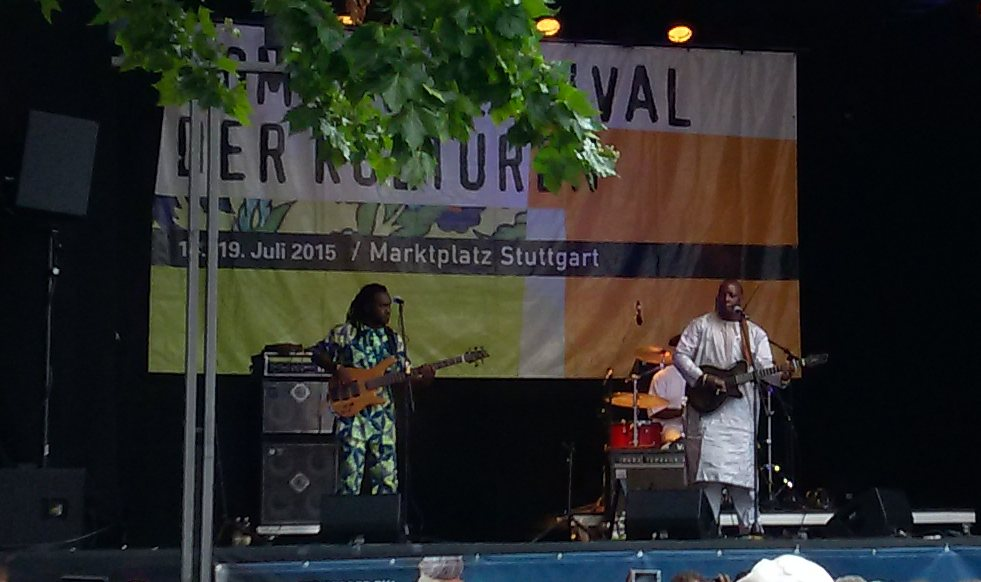
Vieux Farka Touré in Stuttgart (2015)

2005 kam er erneut in Kontakt mit dem kanadischen Musikproduzenten Eric Herman, den Vieux bereits 2 Jahre zuvor kennengelernt hatte, als er noch das INA besuchte. Sie vereinbarten eine Kooperation, die in der Produktion des Debütalbums Vieux Farka Touré mündete. Dieses wurde zunächst im Oktober 2006 im Internet veröffentlicht, dann im Februar 2007 als CD. Es enthält u. a. zwei Stücke, an denen Toumani Diabaté mitgewirkt hat und zwei Songs, die in Zusammenarbeit mit Vieux' damals schon schwer krankem Vater entstanden sind und gleichzeitig die letzten Plattenaufnahmen Ali Farka Tourés vor seinem Tod im März 2006 waren. Die Stücke wurden im bekannten Studio Bogolan in Bamako aufgenommen, in dem auch schon Damon Albarn, Björk, Keziah Jones und Youssou N’Dour aufgenommen haben, und durch Eric Herman abgemischt, der auch verschiedene Instrumente bei den Aufnahmen spielte.
Noch 2007 erschien Remixed – UFOs Over Bamako, eine CD mit Remix- und Trance-Versionen der Songs von Tourés Debütalbum, ebenfalls produziert von Herman. Dabei wirkten professionelle DJs und Produzenten wie Karsh Kale und Yossi Fine mit, jedoch enthält das Album auch zwei Remixes des Songs Ana, die im Rahmen eines offiziellen Wettbewerbs des Plattenlabels Modiba entstanden und zu denen Touré die Audiospur unter einer Creative-Commons-Lizenz zur Verfügung stellte.
Debütalbum und Remixalbum wurde von Musikjournalisten und Kritikern weltweit wohlwollend aufgenommen. „Starke Einflüsse der malischen Musik seien unverkennbar und manchmal fühle man sich an das charakteristische Gitarrenspiel seines Vaters erinnert, jedoch würde Touré einen eigenen Stil präsentieren, der vom klassischen malischen „Wüsten-Blues“ eine Brücke zu westlichen Musikformen wie Reggae, Rock und Funk schlagen würde“, stellte Jeff Tamarkin vom All Music Guide fest.
Es folgten Auftritte in Afrika, Europa und Nordamerika, u. a. beim WOMAD-Festival, bei denen er sich einen guten Ruf als Live-Musiker erspielte. Seine Shows sind geprägt durch Variationen der Stücke seiner Studio-CDs, die sich live oft zu trance-artigen Jam-Sessions entwickeln.
In der Folge wechselte Touré zum World-Music-Label Six Degrees Records. Sein zweites Studioalbum Fondo stieg im Jahr 2009 bis auf Platz 5 der Billboard Charts in der Kategorie Top World Music Albums. Diesmal übernahm Afel Bocoum, in dessen Band Touré seine Karriere begonnen hatte, die Gesangsparts dreier Songs, unter anderem in der Interpretation eines traditionellen malischen Lieds mit dem Titel Walé, das aus der Region Timbuktu stammt. Alle anderen Songs wurden von Touré selbst geschrieben. Auch Toumani Diabaté ist erneut im Song Paradise zu hören, in dem sich Tourés Gitarren- und Diabatés Koraspiel gekonnt ergänzen. Das Album wurde im November 2008 in Bamako und im Januar 2009 in Kalifornien aufgenommen und durch Touré und Yossi Fine produziert und abgemischt. Erneut wurde eine Remix-Version des Albums mit verschiedenen DJs produziert, die im Dezember 2009 als reines MP3-Album erschien.
2010 erschien Tourés erstes Live-Album, auf dem er neben Songs von Fondo auch einige neue Songs präsentierte.
Seinen bisher größten TV-Auftritt hatte Vieux Farka Touré beim Eröffnungskonzert der Fußball-Weltmeisterschaft 2010 am 10. Juni 2010 in Südafrika, bei dem er die Lieder Fafa und Diaraby Magni seines Albums Fondo spielte und das in über 192 Länder übertragen wurde.

## Diskographie
- Vieux Farka Touré (2006, Modiba/World Village)
- Remixed – UFOs Over Bamako (2007, Modiba)
- Fondo (2009, Six Degrees Records)
- Other Roads: Fondo Remixed (2009, als MP3-Album bei Six Degrees Records)
- Live (2010, Six Degrees Records)
- The Secret (2011, Six Degrees Records)
- Touristes (2015, Six Degrees Records)
- Samba (2017, Six Degrees Records)
- Les Racines (2022, World Circuit)
- Ali (2022, Dead Oceans)